# 73520 Boslough
73520 Boslough este un asteroid din centura principală de asteroizi.

## Descriere
73520 Boslough este un asteroid din centura principală de asteroizi. A fost descoperit pe 22 iunie 2003 la Stația Anderson Mesa în cadrul programului LONEOS. Asteroidul prezintă o orbită caracterizată de o semiaxă mare de 2,73 ua, o excentricitate de 0,23 și o înclinație de 12,1° în raport cu ecliptica.